# تد تلی
تد تَلی (انگلیسی: Ted Tally؛ زادهٔ ۹ آوریل ۱۹۵۲) فیلم‌نامه‌نویس و نمایشنامه‌نویس اهل ایالات متحده آمریکا است.
او دانش‌آموختهٔ کالج یل است و بابت نگارش فیلم‌نامهٔ سکوت بره‌ها، برندهٔ جایزه اسکار بهترین فیلم‌نامه اقتباسی، انجمن نویسندگان آمریکا، انجمن منتقدان فیلم شیکاگو و جایزه ادگار شد. وی همچنین برندهٔ کمک‌هزینه گوگنهایم بوده است.